# Enammine

Formula generale di un'enammina

Le enammine (o ammine α,β-insature o vinilammine) sono composti chimici organici che derivano più comunemente dalla condensazione di un'aldeide o di un chetone aventi almeno un atomo di idrogeno in α al carbonile, con un'ammina secondaria HNR2, seguita dalla eliminazione di una molecola di acqua favorita dalla catalisi acida.
La reazione analoga, ma condotta su un'ammina primaria H2NR, o anche su ammoniaca, porta invece alla formazione di immine.
Le enammine sono intermedi particolarmente versatili in chimica organica.
Il termine "enammina" deriva dall'associazione del suffisso "ene" che sta a significare l'insaturazione dell'alchene in essa contenuta e che qui è posto come affisso, e "ammina", per la presenza del gruppo -NR2; la genesi di "enolo" è analoga, da "ene" + "olo", il suffisso dell'alcool.
La loro formula di struttura generale è R2C=CR-NR2, dove i gruppi R possono essere, in generale, anche tutti diversi tra loro. I sostituenti su N possono essere alchili o arili, ma non H, se si vuole che l'enammina sia stabile in quanto tale e non si converta in equilibrio tautomerico nella corrispondente immina:
R2C=CR-NHR  ⇌  R2CH–CR=NR
   enammina                immina

## Formazione e proprietà
Le ammine secondarie più usate per generare enammine da aldeidi e chetoni sono quelle cicliche, in particolare la pirrolidina, la morfolina e la piperidina.  Un'enammina può essere considerata un analogo azotato di un enolo (con il gruppo -NR2 al posto di un gruppo ossidrilico -OH).
Partendo da un chetone o aldeide e un'ammina secondaria la reazione schematica della formazione di un'enammina è la seguente: 
>N-H  +  O=CR–CH<  →  >N–CR=C<  (+ H2O)
Il carbonio beta di un'enammina è più nucleofilo rispetto al carbonio beta dell'enolo, questo perché l'azoto è meno elettronegativo rispetto all'ossigeno e dunque sopporta meglio una carica positiva derivante dalla delocalizzazione del suo doppietto elettronico sul C beta, che può poi raggiungere il centro elettrofilo. Senza scrivere i sostituenti (per chiarezza), la risonanza (delocalizzazione) è questa:
:N–C=C  ←→  +N=C–C:–
dove tutti e tre gli atomi coinvolti sono ibridati sp2. Salvo casi di impedimento sterico, come accade nell'1-azabiciclo[2.2.2]ott-2-ene, questa risonanza stabilizza le enammine e per tale motivo la loro idrogenazione ad ammine, che comporta l'eliminazione del doppio legame, non risulta facile. Inoltre, dalla seconda forma limite si può vedere chiaramente come l'atomo di carbonio possa comportarsi da centro nucleofilo.

## Reazioni
Le enammine, in quanto nucleofile, sono capaci di reagire con buoni elettrofili, dando sostituzioni nucleofile al carbonile (C sp2) con gli alogenuri acilici, ed anche sostituzioni nucleofile SN2 al carbonio saturo (C sp3) con alogenuri metilici, allilici, benzilici, propargilici (R-C≡C-CH2–), α-aloesteri; con generici alogenuri primari la reazione è più lenta (e in parte agisce da nucleofilo N, invece di C) e non risulta praticabile con quelli secondari (con i terziari o non si ha reazione, o al più si ha β-eliminazione di acido alogenidrico).  Questo senza che si debba usare un analogo anione enolato: una possibilità molto importante in sintesi organica, si evita infatti un ambiente fortemente basico, che peraltro è necessario per la formazione in situ degli anioni enolato, ambiente che però potrebbe interferire con molti altri gruppi funzionali.

### Acilazione di enammine
Le enammine possono essere facilmente acilate. In particolare, permettono una comoda sintesi di β-dichetoni a partire da un chetone (con almeno un H in α al carbonile). Del chetone  si fa l'enammina corrispondente, la quale viene poi fatta reagire con un cloruro acilico o un'anidride di acido carbossilico:
Ra-C(=O)-CH3  +  H-NR2  →  Ra-C(=CH2)-NR2  (+ H2O)  [formazione enammina, (Sintesi di Stork delle enammine)]
Ra-C(=CH2)-NR2  +  Rb-CO-Cl  →   →  Ra-CO-CH2-CO-Rb  (+ H2NR2+ Cl–)
Questa via per la sintesi di β-dichetoni risulta vantaggiosa rispetto alla condensazione di Claisen in quanto elimina la possibilità di autocondensazione dell'agente acilante che possegga un metilene (CH2) in posizione alfa, cosa che darebbe luogo a miscele di prodotti secondari (condensazioni incrociate).
Similmente, se si vuole introdurre un gruppo -COOR, basta usare un cloroformiato alchilico Cl-COOR al posto del cloruro acilico.
Analogamente, con cloruro di cianogeno (Cl-CN) si può introdurre un gruppo -CN.
Usando l'anidride mista formico-acetica (HCO-O-COCH3) si introduce un gruppo aldeidico (-CHO).

### Alchilazione di chetoni
Le enammine permettono anche l'alchilazione di chetoni in condizioni blande, con alogenuri alchilici R-X (Reazione di Stork di alchilazione delle enammine):
Ra-C(=O)-CH3  +  H-NR2  →  Ra-C(=CH2)-NR2  (+ H2O)  [formazione enammina]
Ra-C(=CH2)-NR2  +  Rb–X  →    →  Ra-CO-CH2-Rb  (+ [H2NR2]+ X–)

### Idroborazione di enammine
Le enammine di chetoni o aldeidi possono essere sottoposte a idroborazione, ad esempio con il 9-borabiciclo[3.3.1]nonano (9-BBN), per dare l'alchene corrispondente dopo trattamento con metanolo:
Ra-C(=CH2)-NR2  + 9-BBN  →   →  Ra-CH=CH2

## Metodi di sintesi
La versatilità del gruppo funzionale ha fatto sì che nel corso del XX secolo si ricercassero sempre nuovi metodi di sintesi organica del gruppo enamminico. Tra i più e meno noti si annovera nell'ordine:
- Condensazione di aldeidi e chetoni (con idrogeni in α) con ammine secondarie (reazione di Mannich Davidsen); rappresenta la prima sintesi dettagliatamente documentata delle enammine e quella su cui si sono aperti tutti gli studi successivi;
- Deidrogenazione di ammine terziarie aventi almeno un H in alfa e uno in beta a N, con acetato di mercurio (un'ossidazione dei C in α e C in β di 1 unità ciascuno);[20]
- N-alchilazione di immine tramite alogenuri alchilici o alchilanti similari, seguita da deidroalogenazione in ambiente basico (eliminazione di Hoffmann);[21]
- Addizione di ammine secondarie ad alchini o ad alleni;
- Condensazione di composti amminometilfosfonati con aldeidi (reazione di Horner Wittig);
- Alchilazione di α-cianoammine con eliminazione di HCN;
- da lattami o reagenti organometallici;
- da altri processi di ossidazione;
- da altri processi di riduzione.